# Pseudogaurax mexoculatus
Pseudogaurax mexoculatus är en tvåvingeart som beskrevs av Curtis W. Sabrosky 1992. Pseudogaurax mexoculatus ingår i släktet Pseudogaurax och familjen fritflugor. Inga underarter finns listade i Catalogue of Life.